# Tafahi
Tafahi è un'isola vulcanica situata nella divisione di Niuas dell'arcipelago delle Tonga, nell'Oceano Pacifico.
L'isola ha una popolazione di 28 abitanti (nel 2021). Altri nomi di Tafahi sono Cocos Eylant (isola del cocco) o isola di Boscawen.

## Storia

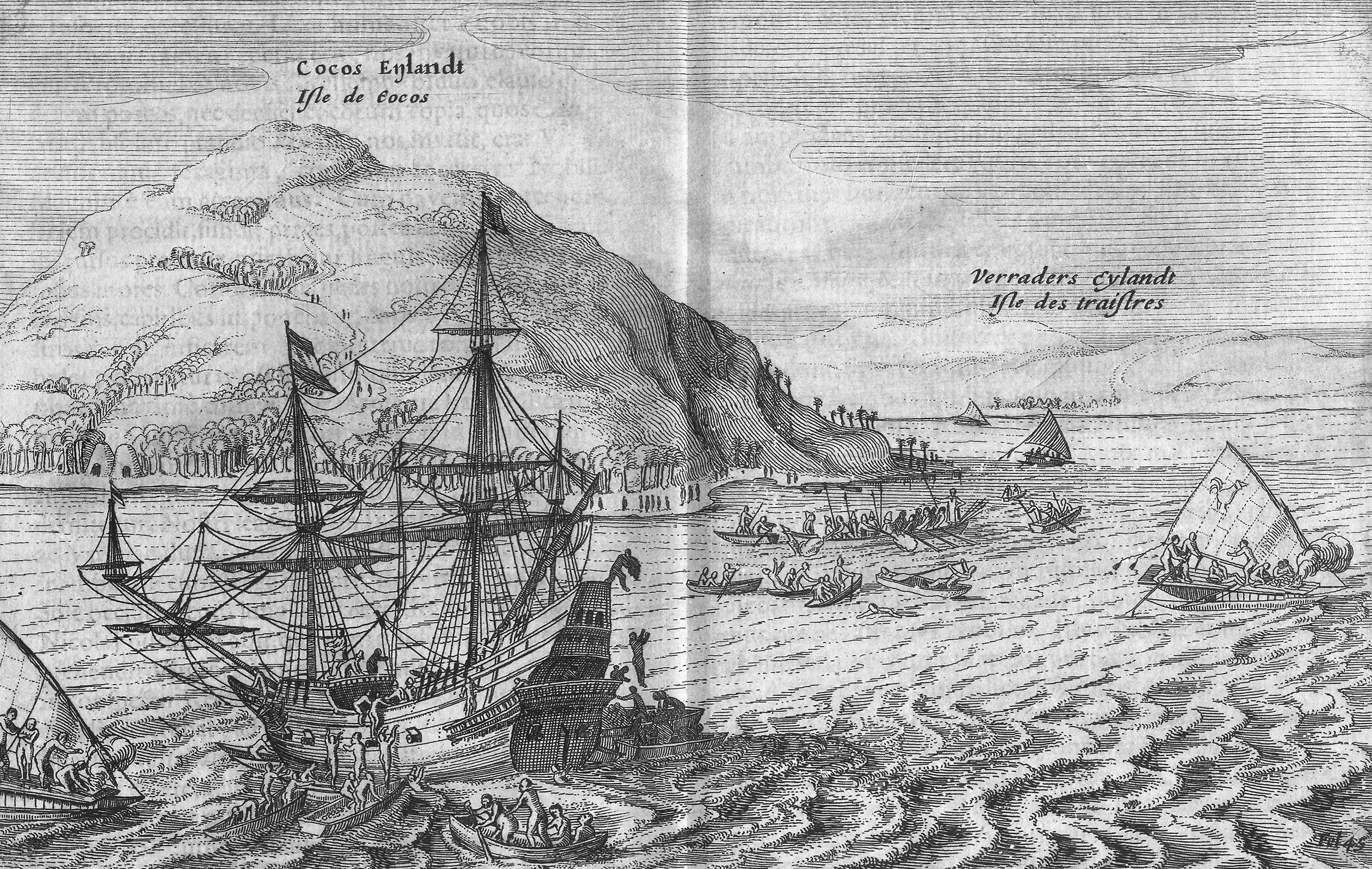
Gli esploratori olandesi Willem Schouten e Jacob Le Maire furono i primi europei a vedere Tafahi (Cocos Eylant) e Niuatoputapu (Verraders Eylant) nel 1616.

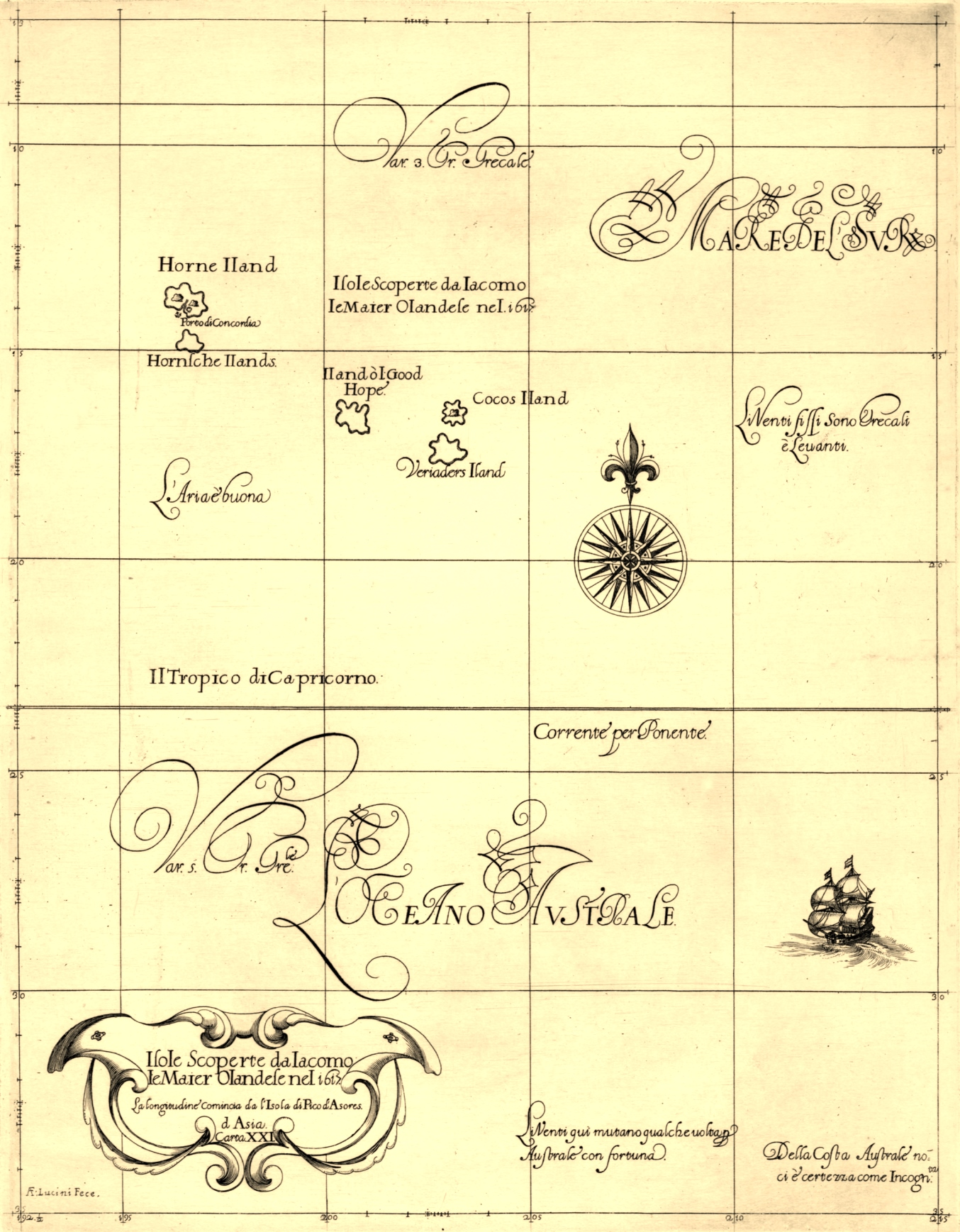
Mappa del 1646 disegnata da Robert Dudley, conte di Warwick per l'atlante marittimo Dell'Arcano del Mare. I nomi sulla mappa corrispondono a quelli dati dai navigatori olandesi: Hoorn Iland (Futuna), Iland of Good Hope (Niuafo'ou), Cocos Iland (Tafahi) e Veriaders Iland (Niuatoputapu).

Tafahi fu inserita nelle mappe europee da Willem Schouten e Jacob Le Maire durante la loro famosa circumnavigazione del globo nel 1616. Gli diedero il nome di Cocos Eylant a causa dell'abbondanza di palme da cocco. Come descrivono gli esploratori nel loro diario, i nativi erano pacifici, disposti a salire a bordo, lasciando a malapena spazio per gli stessi olandesi, e scambiavano grandi quantità di noci di cocco con chiodi di ferro e fili di perline. Ma poiché l'isola non offriva un luogo adatto per l'ancoraggio, la nave Eendracht procedette verso Niuatoputapu.

## Geografia
Tafahi è una piccola isola vulcanica (1,2 km × 2,8 km) nel nord dell'arcipelago delle Tonga; di fatto più vicina a Savai'i, principale isola di Samoa, che alle isole principali di Tonga. Si trova a soli 9 km a nord-nordest di Niuatoputapu e i pescatori fanno i pendolari in piccoli motoscafi fuoribordo quasi ogni giorno tra le due. 
L'isola è la vetta di uno stratovulcano. Non sono note eruzioni in tempi recenti o storici.  
L'isola, di 3,42 km², è più piccola di Niuatoputapu, ma più alta. La montagna si chiama Piu-'o-Tafahi. I pendii montuosi sono densamente ricoperti da vegetazione tropicale fino al bordo del cratere, nel frattempo eroso e ricoperto di vegetazione, a un'altitudine di 560 m. 

## Economia
Il terreno è estremamente adatto alla coltivazione di kava e vaniglia, le cui esportazioni nel resto di Tonga e oltre sono l'occupazione principale della popolazione. 

### Infrastrutture
Il porto (un'apertura nella barriera corallina marginale, percorribile solo da piccole imbarcazioni) si trova a nord-ovest dell'isola. Una ripida scalinata conduce al paese, con circa 28 residenti al censimento del 2021, situato su un altopiano sul versante nord della montagna. 
Le infrastrutture di Tafahi sono sottosviluppate. Non ci sono strade asfaltate, nessun porto e nessun aeroporto. Il principale mezzo di trasporto è la barca. Non è presente una rete idrica centrale, i residenti dipendono dalle cisterne. L'energia elettrica, non sempre garantita, è fornita da generatori diesel. 
Tafahi non ha medici o altre cure mediche professionali. C'è una piccola chiesa per i residenti prevalentemente cattolici del villaggio. È presente una scuola elementare.

## Ambiente
Le pendici dello stratovulcano sono densamente ricoperte, nelle zone inferiori per lo più da vegetazione secondaria, che si trasforma in una foresta umida con numerose specie, per lo più autoctone, da circa 300 a 400 m di altitudine. Vi crescono anche diverse specie di orchidee rare, ad esempio:
- Acanthophippium splendidum; l'orchidea cresce fino a 80 cm di altezza e cresce vicino al suolo ad altitudini comprese tra 150 e 400 m.
- Vrydagzynea vitiensis; un'orchidea a fiore piccolo e a crescita bassa che si trova sul lato nord del vulcano ad altitudini di 400-500 m.
- Phreatia matthewii; piccola orchidea epifita nella zona sommitale del Piu 'o Tafahi.
- Phaius amboinensis; una grande orchidea a livello del suolo (fino a 1 m) che finora è stata registrata solo sulle isole di Kao e Tafahi. Poiché cresce principalmente ai margini delle aree agricole fino a un'altitudine di 400 m, l'habitat è minacciato dalla dilagante coltivazione di kava.
- Dendrobium dactylodes; l'orchidea epifita di medie dimensioni, si trova solo nella foresta umida di Tafahi ed a Rarotonga e in alcune isole di Vanuatu, Figi e Samoa.